# Arthur W. Pollit
Arthur Wormald Pollitt, conegut habitualment com a Arthur W. Pollit   (Liverpool, 1878 - 1933), fou un compositor anglès.
Estudià en el Royal College of Music de Manchester, i va compondre la cantata True Love per a cor mixt i orquestra, una altra titulada Fairyland of Upsidedown per a veus femenines i orquestra, sonates per a orgue, dues obertures, cançons, música religiosa, etc.